# Pririt de Lawson
Batis occulta, Batis poensis occulta
Espèce
Statut de conservation UICN

 LC  : Préoccupation mineure
Le Pririt de Lawson (Batis occulta ou Batis poensis occulta) est une espèce (ou une sous-espèce) de passereaux de la famille des Platysteiridae.

## Répartition
Son aire disjointe s'étend à travers la forêt équatoriale africaine : de l'Est du Sierra Leone à l'Ouest du Nigeria (y compris le Dahomey Gap) et de l'Ouest du Cameroun au centre du Gabon et l'Ouest du Centrafrique.

## Systématique
Le nom valide de ce taxon est Batis occulta Lawson (d), 1984,.
L'espèce a été initialement décrite sous le protonyme incorrect de Batis occultus Lawson, 1984.
Certaines sources considèrent cet oiseau comme une sous-espèce du Pririt de Fernando Po (Batis poensis) sous le taxon Batis poensis occulta Lawson, 1984.

### Publication originale
- (en) Walter J. Lawson, « The west African mainland forest dwelling population of Batis; a new species », Bulletin of the British Ornithologists' Club, Londres, BOC, vol. 104,‎ 1984, p. 144-146 (ISSN 0007-1595 et 2513-9894, OCLC 1537351, lire en ligne).